# 粵海投資

粵海投資舊標誌

粵海投資有限公司（港交所：0270）是在香港交易所上市的綜合企業公司，是廣東粵海控股重組後的主要子公司之一。其實於2003年12月完成一系列資產債務重組，重組後公司業務集中東江水供水、發電、收費道路及橋樑、物業投資及發展、酒店經營及管理和零售。
公司在香港註冊。原稱為友聯世界有限公司。1997年2月8日農曆年初二粵海集團聯同香港民政事務署舉辦初二牛年香港賀歲煙花匯演名為粵海煙花賀新歲，並有激光效應，主題是「粵港歡歌賀新歲，海天銀舞迎九七」。

## 主要資產
- 粵港供水（控股）有限公司89.08%
- 廣東粵港供水有限公司99%（主要资产为东深供水工程）
- 中山火力發電有限公司59.85%實際權益
- 廣東粵電靖海發電有限公司25%
- 廣東省韶關粵江發電有限責任公司11.48%實際權益
- 廣東天河城（集團）股份有限公司（「廣東天河城」）76.13%實際權益
- 梅縣發電廠12.25%實際權

## 外部連結
- 粵海投資有限公司 （页面存档备份，存于）

1. ↑  粤海投资上半年净利增47％(图) （页面存档备份，存于）  NEWS.SOHU.COM　 2004-09-21